# Escudo de Caracas
El escudo de Caracas vigente se adoptó el 13 de abril de 2022, en conmemoración del 20.⁰ aniversario del fallido  golpe de Estado de 2002, en sustitución del que Felipe II de España concedió en 1591.

## Historia
El escudo de armas de Caracas —entonces Santiago de León de Caracas— fue concedido por el rey Felipe II de España mediante Real Cédula expedida en San Lorenzo de El Escorial, el 4 de septiembre de 1591. 
Se trató de una petición hecha por Simón de Bolívar el Mozo, antepasado de Simón Bolívar, quien en 1589 había sido enviado por el ayuntamiento a la corte para solicitar ante el rey beneficios en cuanto a la administración, salud, educación y demás instituciones para el desarrollo de la ciudad, en aquel entonces capital de la Provincia de Venezuela.
El diseño que para ese entonces se había aprobado para la ciudad se describía de la siguiente manera: 

[...] tiene por armas en campo de plata un León de color pardo, puesto en pie, teniendo entre los brazos una venera de oro con la cruz roja de Santiago, y por timbre un coronel de cinco puntas de oro.
José de Oviedo y Baños, Historia de la conquista y población de la Provincia de Venezuela (1723)

Adicionalmente, se le daba a la ciudad el título de Muy Noble y Leal, con tratamiento de Señoría y Privilegio, y mención de Grande, en su condición de capital.
Posteriormente, el 13 de marzo de 1766, el rey Carlos III aprobó mediante Real Cédula una serie de adiciones al escudo. Tales fueron un exornado de armas y trofeos de guerra, detrás del blasón. Igualmente, se traslada la corona de cinco puntas en la parte superior del blasón. En la misma parte superior se añade un filete que expone el nombre completo de la ciudad y su año de fundación: «Santiago de León de Caracas 1567». Un segundo filete que rodea el blasón lleva inscrito el lema concedido en este decreto: «Avemaría Santísima Sin Pecado Concebida En El Primer Instante De Su Ser Natural». 
Este escudo también funcionó como el primer escudo de Venezuela, ya que además de Caracas también se hizo símbolo de toda la provincia, así como de la posterior Capitanía General de Venezuela, y de la Primera República, hasta 1819.

## Escudos anteriores
|                                                                                 |
| Escudo de Santiago de León de Caracas expedido por el rey Felipe II (1591-1766) |

|                                                                                  |
| Escudo de Santiago de León de Caracas expedido por el rey Carlos III (1766-2022) |

|                                                                    |
| Escudo del Estado Bolivar expedido por Cipriano Castro (1864-1881) |